# Formula One Indoor Trophy de 1989
Formula One Indoor Trophy de 1989 foi a segunda edição do Formula One Indoor Trophy. A competição foi disputada nos dias 2 e 3 de Dezembro de 1989.

## Participantes
| Equipe/Scuderia      | Construtor | Chassis | Motor                    | Pneus | Piloto                |
| -------------------- | ---------- | ------- | ------------------------ | ----- | --------------------- |
| BMS Scuderia Italia  | Dallara    | 189     | Ford Cosworth DFR 3.5 V8 | P     | Andrea De Cesaris     |
| Coloni SpA           | Coloni     | C3      | Ford Cosworth DFR 3.5 V8 | G     | Pierre Henri Raphanel |
| EuroBrun             | EuroBrun   | ER189   | Judd CV 3.5 V8           | P     | Claudio Langes        |
| Osella Squadra Corse | Osella     | FA1/M   | Ford Cosworth DFR 3.5 V8 | P     | Enrico Bertaggia      |
| Osella Squadra Corse | Osella     | FA1/M   | Ford Cosworth DFR 3.5 V8 | P     | Andrea Chiesa         |
| Minardi Team SpA     | Minardi    | M189    | Ford Cosworth DFR 3.5 V8 | P     | Pierluigi Martini     |
| Minardi Team SpA     | Minardi    | M189    | Ford Cosworth DFR 3.5 V8 | P     | Luis Perez-Sala       |

## Resultados
|  | Quartas de final | Quartas de final     | Quartas de final  |                   |                  | Semi-finals | Semi-finals | Semi-finals |  |  | Final | Final | Final |  |
|  |                  |                      |                   |                   |                  |             |             |             |  |  |       |       |       |  |
|  | Itália           | Andrea De Cesaris"*" | BYE               |                   |                  |             |             |             |  |  |       |       |       |  |
|  | Itália           | Andrea De Cesaris"*" | BYE               |                   |                  |             |             |             |  |  |       |       |       |  |
|  |                  |                      |                   |                   |                  |             |             |             |  |  |       |       |       |  |
|  |                  | Itália               | Andrea de Cesaris |                   |                  |             |             |             |  |  |       |       |       |  |
|  |                  |                      |                   |                   |                  |             |             |             |  |  |       |       |       |  |
|  |                  |                      | Espanha           | Luis Perez-Sala   |                  |             |             |             |  |  |       |       |       |  |
|  | Espanha          | Luis Perez-Sala      | Espanha           | Luis Perez-Sala   |                  |             |             |             |  |  |       |       |       |  |
|  | Espanha          | Luis Perez-Sala      |                   |                   |                  |             |             |             |  |  |       |       |       |  |
|  | França           | Pierre H. Raphanel   |                   |                   |                  |             |             |             |  |  |       |       |       |  |
|  | França           | Pierre H. Raphanel   |                   | Espanha           | Luis Perez-Sala  |             |             |             |  |  |       |       |       |  |
|  |                  |                      |                   |                   |                  |             |             |             |  |  |       |       |       |  |
|  |                  |                      | Itália            | Pierluigi Martini |                  |             |             |             |  |  |       |       |       |  |
|  | Itália           | Enrico Bertaggia     | Itália            | Pierluigi Martini |                  |             |             |             |  |  |       |       |       |  |
|  | Itália           | Enrico Bertaggia     |                   |                   |                  |             |             |             |  |  |       |       |       |  |
|  | Itália           | Claudio Langes       |                   |                   |                  |             |             |             |  |  |       |       |       |  |
|  | Itália           | Claudio Langes       |                   | Itália            | Enrico Bertaggia |             |             |             |  |  |       |       |       |  |
|  |                  |                      |                   | Itália            | Enrico Bertaggia |             |             |             |  |  |       |       |       |  |
|  |                  |                      | Itália            | Pierluigi Martini |                  |             |             |             |  |  |       |       |       |  |
|  | Itália           | Pierluigi Martini    | Itália            | Pierluigi Martini |                  |             |             |             |  |  |       |       |       |  |
|  | Itália           | Pierluigi Martini    |                   |                   |                  |             |             |             |  |  |       |       |       |  |
|  | Suíça            | Andrea Chiesa        |                   |                   |                  |             |             |             |  |  |       |       |       |  |

- Andrea De Cesaris se classificou direto para a semifinal via sorteio.

### Resultado Final
| Formula One Indoor Trophy de 1989    |
| Luis Perez-Sala                      |
| ------------------------------------ |
| Luis Perez-Sala Vencedor (2º título) |